# Hello Again
 Hello Again és una pel·lícula estatunidenca dirigida el 1987 per Frank Perry, amb Shelley Long i Judith Ivey.

## Argument
Lucy Chadman viu feliç en el seu paper d'esposa, de mare i de mestressa de casa. Afectuosa, intel·ligent i graciosa, adora el seu marit, Jason, un cirurgià estètic amb un brillant futur. Però és verdaderament l'esposa que convé a les seves ambicions? És d'una incurable poca traça, i la seva germana, Zelda, apassionada de l'ocultisme i excèntrica amb ganes, fa fugir-se tota la bona societat novaiorquesa susceptible d'ajudar Jason en la seva carrera. Un dia, Lucy s'ofega empassant-se una mandonguilla de carn, i mor. Els mesos s'escolen. La vida reprèn el seu curs, i Jason s'ha casat de nou amb Kim, una antiga amiga de Lucy. Només Zelda resta inconsolable i decideix portar Lucy d'entre les morts amb gran sorpresa de Jason i del seu cercle...

## Repartiment
- Shelley Long: Lucy Chadman
- Judith Ivey: Zelda
- Gabriel Byrne: dr. Scanlon
- Corbin Bernsen: Jason Chadman
- Sela Ward: Kim Chadman
- Austin Pendleton: Junior
- Carrie Nye: Regina Holt
- Robert Lewis: Phineas Devereux
- Madeleine Potter: Felicity
- Thor Fields: Danny
- John Cunningham: Bruce Holt
- I.M. Dobson: maitre d'hotel
- Mary Fogarty: la minyona